# Justas Džiugelis

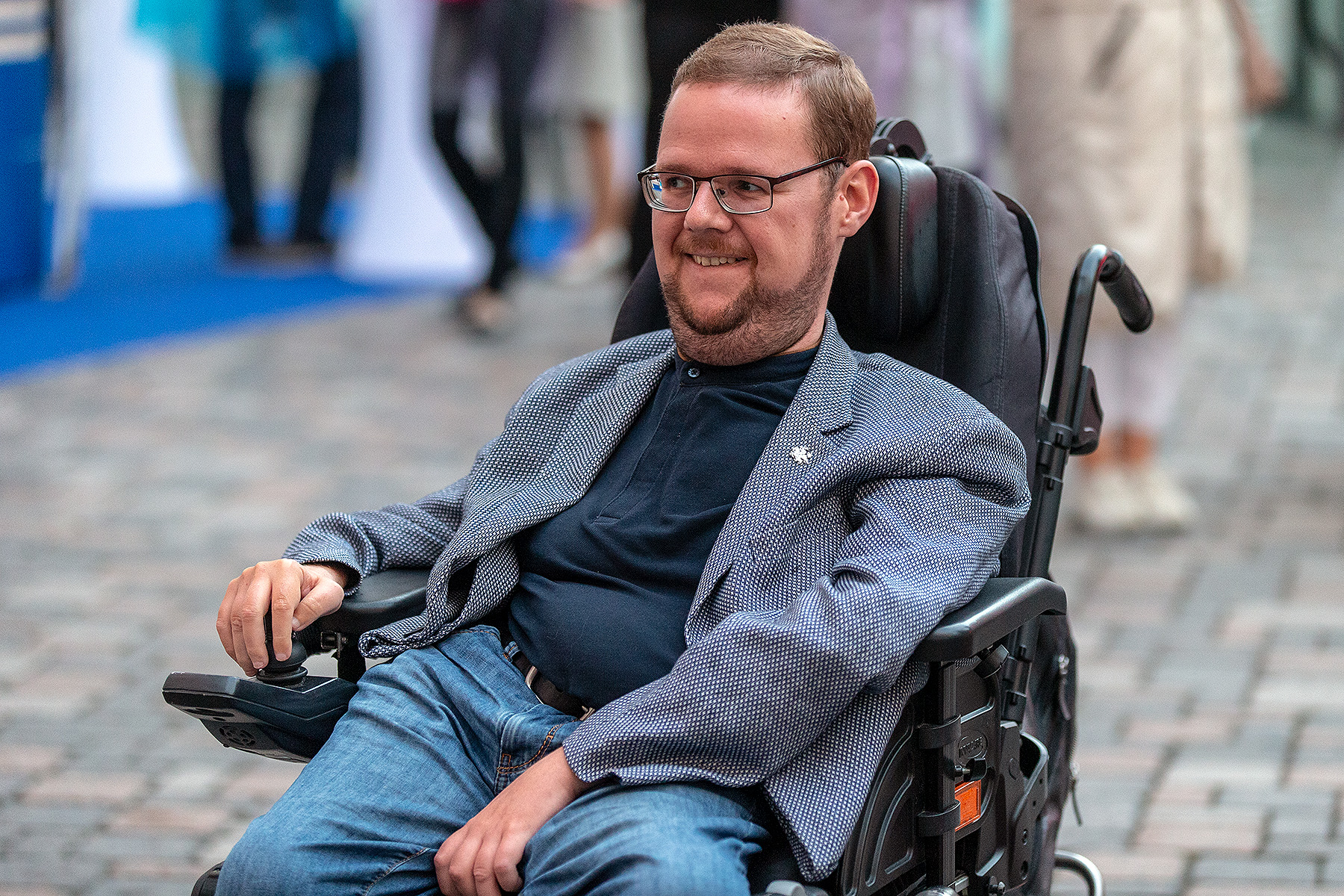

Justas Džiugelis (*  11. Juli 1987 in Lindiniškės, Rajongemeinde Vilnius)  ist ein litauischer konservativer Politiker und Unternehmer. Von 2016 bis 2024 war er Mitglied des Seimas.

## Leben
Seit seiner Kindheit hat Džiugelis geborene Muskelatrophie und beherrscht nur die Hände.
Ab 1994 lernte er an der Mittelschule Tuskulėnai. Nach dem Fernabitur von 2005 bis 2007 am Ozo-Gymnasium in Šeškinė absolvierte er 2009 ein Fernstudium der Finanzen an der Tarptautinė teisės ir verslo aukštoji mokykla in  Viršuliškės.
Von 2006 bis 2007 arbeitete er als IT-Lehrer im Rehabilitationszentrum Valakupiai.
Seit 2006 ist er Inhaber und Leiter eines Handelsunternehmens von Telekommunikationsmitteln. Seit 2009 betreibt er IT-Hardware-Großhandel. 2014 errichtete er die Bildungsanstalt VšĮ „Baltijos ugdymo centras“ in Vilnius.
Er ist Mitglied von Lietuvos šaulių sąjunga und seit 2020 der Partei Tėvynės sąjunga – Lietuvos krikščionys demokratai. 2024 nahm er an der Parlamentswahl erfolglos. 